# Biffi János Ambrus
Giovanni Ambrogio Biffi vagy Giannambrogio Biffi, magyarosan Biffi János Ambrus (Mezzago, 1730 körül – ?) tanár.

## Élete
Olasz és angol nyelvtanár volt. Az 1700-as évek végén érkezett Bécsből Budára, megtanult magyarul, és itt tanárkodott.

## Munkái
- La superbia nazionale nella sua nudita a filosofi Italiani. Viennae, 1791
- Entwurf einer neuen italienischen Sprachlehre. I. Theil. Pest, 1797 (az ajánlás magyar nyelven van írva s itt-ott a könyvben magyar nyelvű magyarázatok találhatók. 2. része nem jelent meg)